# اوبرایشنباخ (بایرن)
اوبرایشنباخ (بایرن) (به آلمانی: Oberreichenbach) یک شهر در آلمان است که در ارلانگن-هخشتات واقع شده‌است.